# Вірча грамота

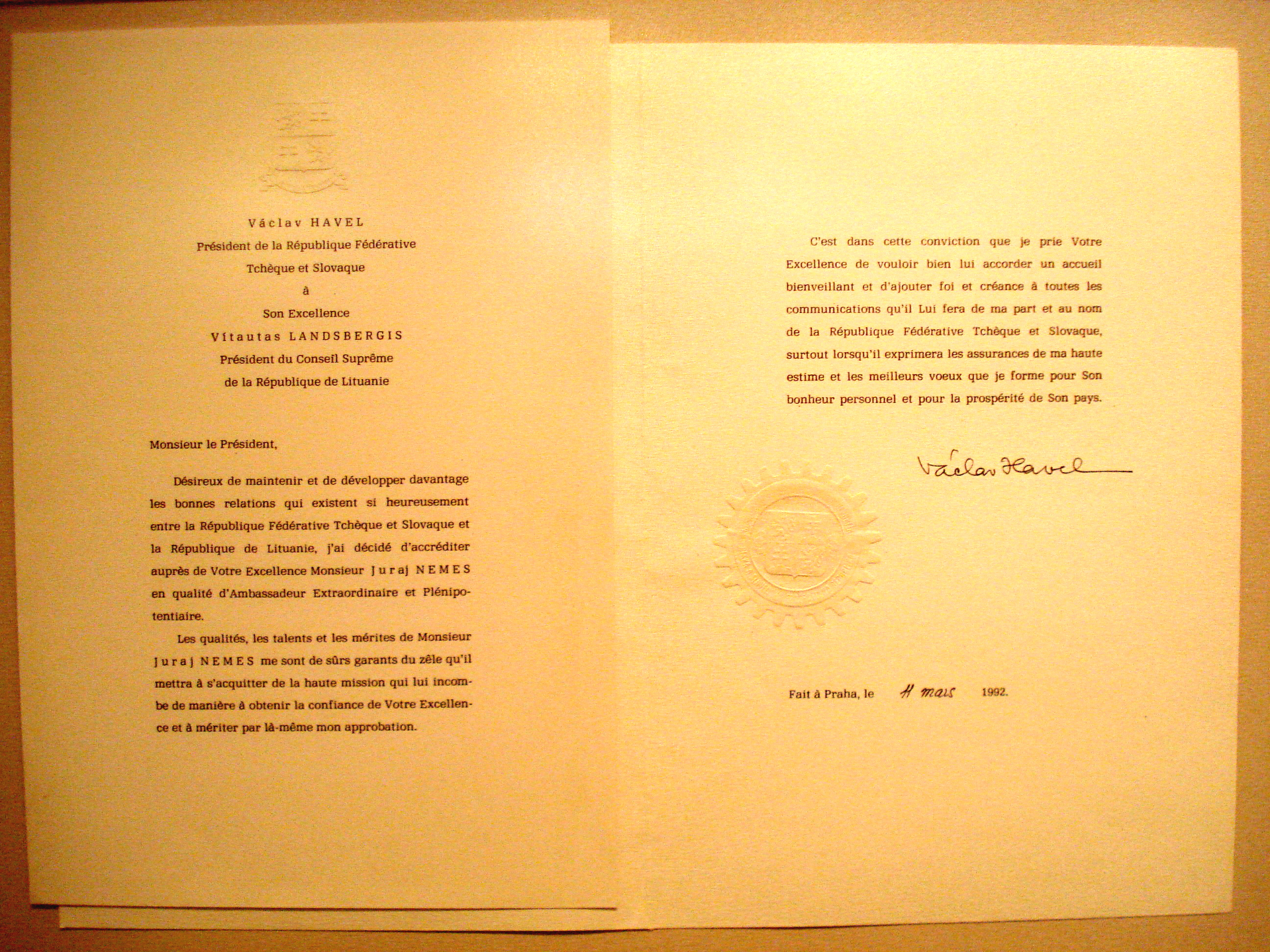
Вірча грамота для посла Чехословаччини в Литві (1992), написана традиційною французькою мовою та підписана президентом Вацлавом Гавелом

Ві́рчі гра́моти (фр. lettre de créance, лат. litterae credentiales або I. fidei) — документ, за допомогою якого здійснюється акредитація дипломатичного представника. Назва походить від слова «вірити» (фр. créance), оскільки основний сенс грамоти — прохання до глави приймаючої держави «вірити всьому тому, що буде говорити» глава дипломатичного представництва.
Засвідчує показний (дипломатичний) характер місії і особи дипломатичного представника. Вірча грамота для послів пишеться у встановленій формі від глави однієї держави до глави іншої та забезпечуються відповідними підписами і друком. Підпис глави держави зазвичай скріпляється підписом глави відомства закордонних справ. Повірені в справах і політичні представники при акредитації забезпечуються листом від глави відомства закордонних справ держави, що направила їх, до глави відомства закордонних справ країни призначення.
Вірча грамота містить: ім'я і титул (звання) відправника і одержувача, ім'я і ранг дипломатичного представника, прохання «вірити» останньому у всіх стосунках саме як представнику даної держави. Інколи в вірчій грамоті викладаються в короткій формі мотиви і цілі дипломатичної місії, а також стан дипломатичних стосунків між двома країнами в цей час.
Вірчі грамоти традиційно складаються французькою lingua franca дипломатії. Однак вони також можуть бути написані офіційною мовою країни, що направляє.
Вірча грамота вручається дипломатичним представником при першій аудієнції в глави держави, а її завірена копія заздалегідь надається главі відомства закордонних справ.

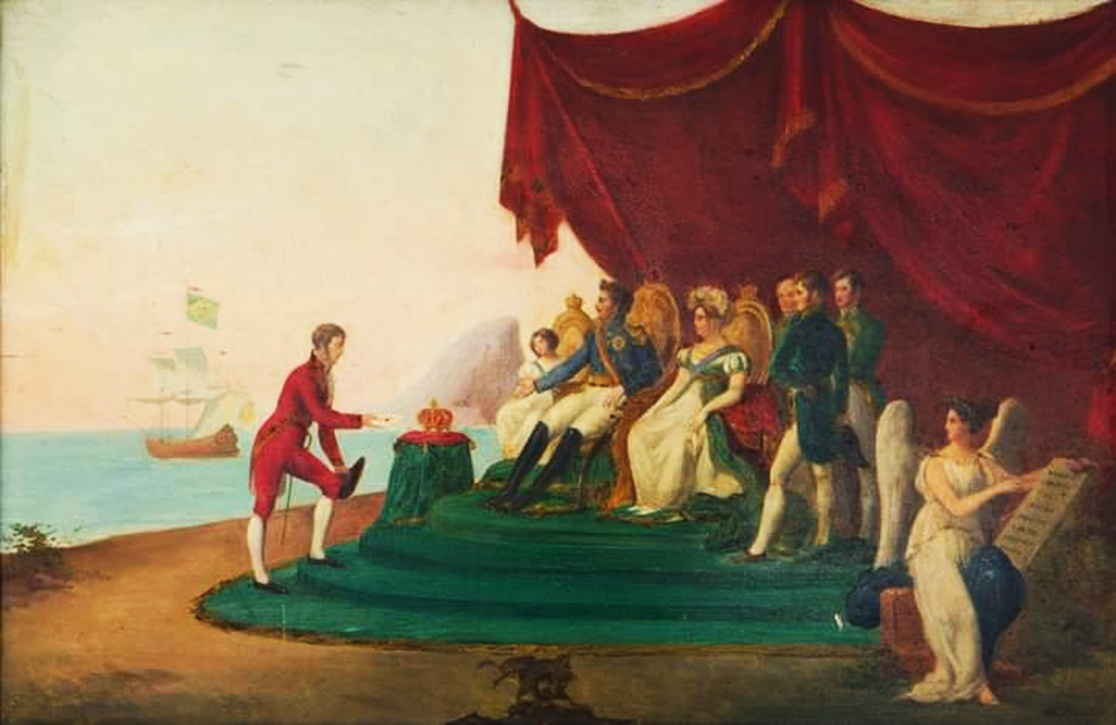
Британський дипломат вручає свої вірчі грамоти імператору Бразилії Педру I, якого оточують його дружина Марія Леопольдіна, їхня донька Марія да Глорія (пізніше королева Португалії Марія II) та інші сановники (алегорія), прибл. 1825

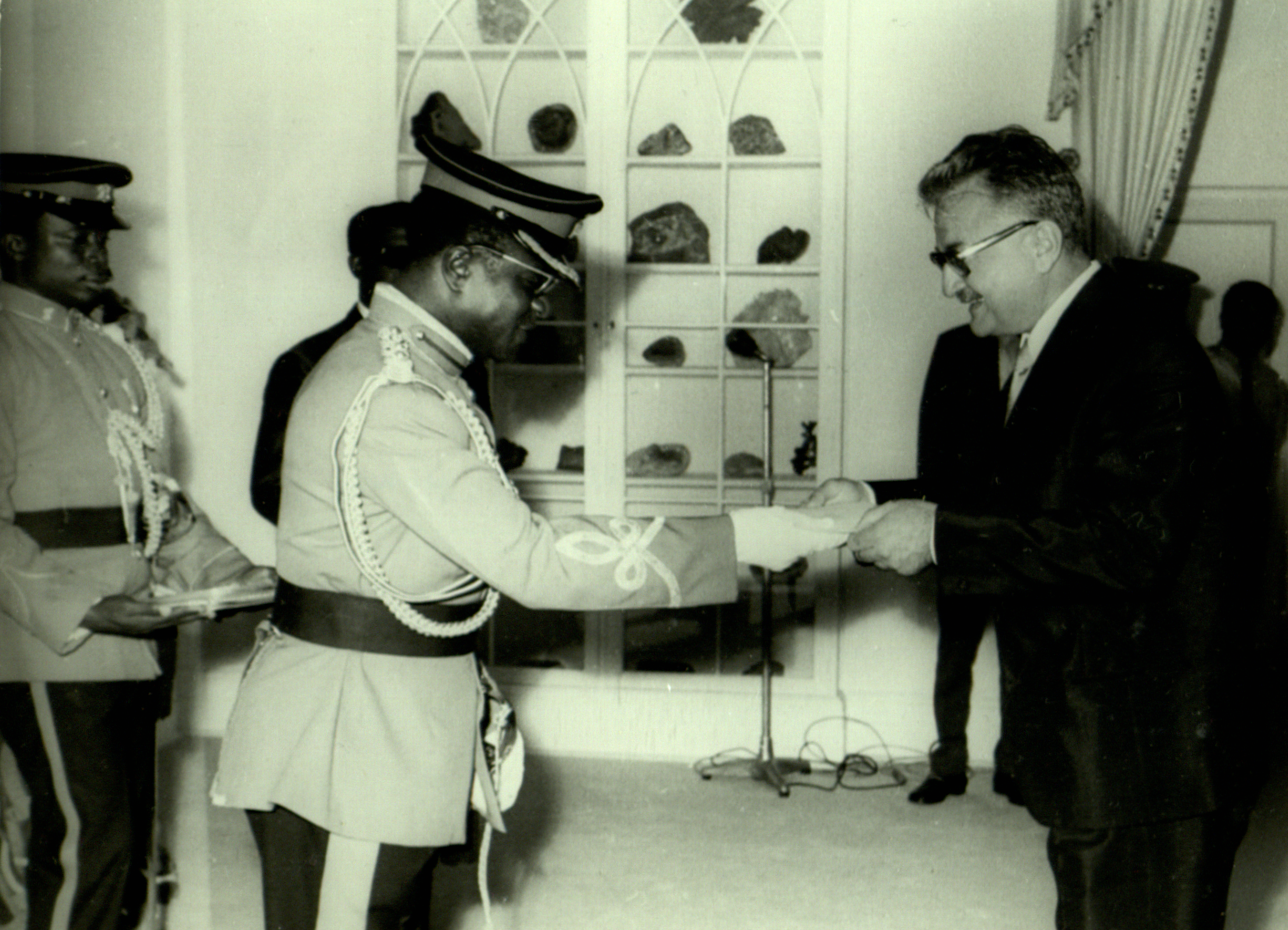
Посол Югославії, вручаючи вірчу грамоту Ігнатіусу Куту Ачампонгу, у 1974.

Вірча грамота має характер загальних повноважень дипломатичного представника: бувши акредитованим, він не потребує подальших повноважень для своїх виступів і заяв в країні перебування, відповідальність за всі його посадові дії, листи і слова повністю лягає на уряд, що призначив його. Проте вірча грамота сама по собі не дає права дипломатичному представникові підписувати міжнародні угоди і потребує спеціальних повноважень.
Вірча грамота втрачає силу в разі смерті глави держави, що призначила дипломатичного представника, або глави держави, при якій він акредитований, при зміні форми правління в країні перебування або на батьківщині дипломатичного представника, при зміні рангу дипломатичного представника. При залишенні свого поста дипломатичний представник вручає відкличниі грамоти (фр. lettre de rappel) і, своєю чергою, інколи отримує рекредитив (фр. lettre de récréance) для вручення його своєму уряду після повернення на батьківщину. Форма відкличних грамот і рекредитиву погоджується з вірчою грамотою.